# Dyllan Christopher
Dyllan Christopher, né le 12 décembre 1991 à Los Angeles, est un acteur américain.

## Biographie
Dyllan Christopher Fernandez a commencé à apparaître dans des publicités et dans le sitcom Murphy Brown à l'âge de deux ans. Enfant, il a joué dans les films Armageddon (1998) et Pur Sang, la légende de Seabiscuit (2003) et a tenu le rôle principal dans Enfants non accompagnés (2006). Il est aussi apparu dans plusieurs séries télévisées telles que Urgences, FBI : Portés disparus, Les Experts et Bones et a tenu le rôle du fils du personnage principal dans La Tempête du siècle (1999).

## Filmographie

### Cinéma
- 1997 : Mad City : le fils de Sam
- 1998 : Armageddon : Tommy
- 2001 : Face au tueur : Kevin McCleary
- 2002 : Stuart Little 2 : un enfant
- 2003 : Pur Sang, la légende de Seabiscuit : Frankie Howard
- 2006 : Enfants non accompagnés : Spencer Davenport

### Télévision
- 1994-1995 : Murphy Brown (série télévisée, 6 épisodes) : Avery Brown
- 1999 : La Tempête du siècle (mini-série) : Ralph Anderson
- 1999 : Chicago Hope : La Vie à tout prix (série télévisée, saison 5 épisode 20) : Jason Maple
- 1999 : Deuxième Chance (série télévisée, saison 1 épisode 11) : Eli jeune
- 2000 : Becker (série télévisée, saison 2 épisode 13) : Sean
- 2000 : Urgences (série télévisée, saison 7 épisode 9) : Hank
- 2003 : La Vie avant tout (série télévisée, saison 3 épisode 18) : Isaac
- 2005 : FBI : Portés disparus (série télévisée, saison 3 épisode 13) : Ian
- 2005 : Les Experts (série télévisée, saison 5 épisode 19) : Chase Ryan
- 2006 : Phil du futur (série télévisée, saison 2 épisode 19) : Simon
- 2008 : Las Vegas (série télévisée, saison 5 épisode 12) : Weaton
- 2008 : Bones (série télévisée, saison 4 épisode 9) : Eli Bilbrey
- 2010 : Miami Medical (série télévisée, saison 1 épisode 9) : Devin Seaver
- 2011 : The Middle (série télévisée, saison 2 épisode 20) : Andy